# آلکس کاراس
آلکس کاراس (انگلیسی: Alex Karras؛ ۱۵ ژوئیهٔ ۱۹۳۵ – ۱۰ اکتبر ۲۰۱۲) یک بازیگر سینما، هنرپیشه، و مجری اهل ایالات متحده آمریکا بود.
از فیلم‌ها یا برنامه‌های تلویزیونی که وی در آن نقش داشته است می‌توان به پالان‌های درخشان اشاره کرد.